# Laxå
Laxå est une localité de Suède dans la commune de Laxå, dont elle est le chef-lieu, située dans le comté d'Örebro.
Sa population était de 3 167 habitants en 2019.